# Lograto
Lograto är en ort och kommun i provinsen Brescia i regionen Lombardiet i Italien. Kommunen hade 3 794 invånare (2018).